# Giovanni Di Cristina
Giovanni Di Cristina (Palermo, 12 settembre 1875 – Palermo, 27 febbraio 1928) è stato un pediatra italiano.

## Biografia
Nel 1902 si è laureato in medicina e chirurgia. Sin da studente si è interessato allo studio della patologia generale approfondendo il campo della batteriologia.
Dopo la laurea ha fatto viaggi di studio all'estero e ha vissuto in centri di ricerca qualificati di università tedesche, tra cui Monaco, Berlino e Würzburg per periodi di formazione e per migliorare le sue conoscenze.
Nel 1909 è tornato nella sua città natale dove, sotto la guida del professor Rocco Jemma, ha scelto di rivolgersi all'area specialistica della pediatria. Nel 1913, quando il professor Jemma si è trasferito nella clinica di Napoli, Di Cristina ha rilevato la cattedra della clinica pediatrica di Palermo. In quegli anni, il suo interesse è stato immediatamente attirato dal problema della leishmaniosi; questo lo ha portato a scoprire sia una cura composta da sali di antimonio che un metodo usato in tutto il mondo che, da allora, ha permesso di vincere questa malattia infettiva mortale.
La sua produzione scientifica è estesa in molte aree di ricerca. Ha studiato diversi tipi di emopatia e ha dato contributi alla conoscenza della pseudo-leucemia, della linfogranulomatosi e del cloroma. 
Al di là degli aspetti clinici e scientifici Di Cristina ha strettamente legato il suo nome a molte iniziative sull'infanzia. Grazie al suo impegno sono stati fondati l'Istituto dell'aiuto materno e la Casa del sole "Ignazio e Manfredi Lanza di Trabia".
È morto prematuramente a Palermo all'età di 52 anni. A lui fu intitolato l'ospedale dei Bambini di Palermo.